# Zorro, la espada y la rosa
Zorro, la espada y la rosa (no Brasil: Zorro: A Espada e a Rosa) foi uma telenovela colombiana baseada no personagem Zorro de Johnston McCulley, produzida pema RTI Colombia e Sony Pictures Entertainment, para a Telemundo e Caracol TV e exibida em 2007. 
O melodrama segue vagamente o romance Zorro: Começa a Lenda da escritora chilena Isabel Allende, mas também usa os personagens principais da série da Disney da década de 1950. Ele mostra uma fantástica versão de Los Angeles, cheia de romance, intriga real, e feitiçaria epoligamia. A cidade é preenchida com os ciganos, os escravos, os clérigos, canibais, conspiradores, índios rebeldes e guerreiros da Amazônia, junto com colonos espanhóis, soldados, piratas e camponeses mestiços. 
Foi protagonizada por Christian Meier e Marlene Favela e antagonizada por Harry Geithner, Andrea López, Héctor Suárez Gomis e Arturo Peniche.

## Sinopse
O melodrama segue vagamente o retcon de Zorro do romance Zorro: Começa a Lenda (2005) de Isabel Allende, mas também usa os principais personagens da série da Disney da década de1950. Ele mostra uma versão fantástica e não histórica da Los Angeles colonial cheia de romance, intrigas reais e feitiçaria, até poligamia. A cidade é povoada por ciganos, escravos, clérigos, canibais, conspiradores, índios rebeldes e guerreiros amazônicos, além de colonos espanhóis, soldados, piratas e camponeses mestiços.
O herói, Don Diego de la Vega, adota a identidade secreta de Zorro, o vingador mascarado. Em vez de ser espanhol, no entanto, Diego é agora um mestiço nascido na década de 1790 de um pai branco, o  ex-militar Don Alejandro de la Vega, e sua esposa, uma guerreira nativa americana chamada Toypurnia, que recebeu o nome de Regina quando se casou com Alejandro.
Diego aprendeu suas acrobacias e habilidades de esgrima na Espanha, sob a tutela de um grande mestre da espada.  Diego é um homem muito atraente, inteligente, amante das leis e das letras que só se interessa em conquistar as senhoras com poesia e desfrutar de um bom livro. Mas Diego guarda um segredo, ele é Zorro, um fora-da-lei determinado, corajoso e bonito que é o bandido mais procurado da Califórnia, que zela pela justiça e ordem na cidade. 
Como esta é uma novela, grande parte do drama se concentra no melodrama romântico e na intriga familiar. Na Espanha, uma mulher liberal e revolucionária chamada Esmeralda Sánchez de Moncada foge da Guarda Real que quer levá-la à igreja para se casar com ela, mas ela foge da igreja. Em sua tentativa de fuga, ele chega a uma feira cigana onde uma mulher lhe dá um medalhão, mas Esmeralda a ignora e continua fugindo. O medalhão é na verdade um mapa que a leva a um tesouro escondido na América que pertence a Mercedes Mayorga de Aragón, mais conhecida como Sara Kali, rainha da Espanha e mãe de Esmeralda. Sara Kali foi dada como morta no parto de Esmeralda, mas na realidade ela está na América presa na prisão de Callao. Ele usa uma máscara de ferro que cobre completamente seu rosto como resultado de um conflito entre um poderoso e malvado duque chamado Jacobo Almagro de Castellón e Fernando Sánchez de Moncada.

O padrasto de Esmeralda, Don Fernando Sánchez de Moncada, quer casar Esmeralda para que seu poderoso noivo possa falar com o rei e nomeá-lo governador de alguma cidade da América.
Esmeralda é enviada para a América com seu padrasto, que conseguiu o governo em Los Angeles, e toda a sua família: Mariángel, que odeia Esmeralda desde que um antigo amor na Espanha a deixou por ela, e Dona Almudena Sánchez de Moncada, irmã de Fernando, que sempre defende Esmeralda, a quem ama como uma filha.
Na América há um novo comandante militar na cidade: Ricardo Montero. Ele é um soldado implacável e ambicioso que fará todo o possível para conseguir promoções em sua carreira militar. Montero sempre quis Esmeralda e até conseguiu que ela se casasse com ele, mas foi um casamento nulo e arranjado. Por sua vez, Diego e Esmeralda sempre tiveram uma química especial e muita atração, mas Mariángel também queria Diego e isso foi mais um obstáculo para o desenvolvimento desse amor.
Isso vai desencadear uma história intensa cheia de amor, enigmas e muitas dúvidas. Diego e Esmeralda terão que lutar para que seu amor triunfe, mas acima de tudo, para que a justiça triunfe.

O herói deve desafiar uma série de malfeitores, marcando-os com o distintivo Zorro "Z" - feito de três arranhões rápidos. O arco da história se concentra em mistérios sobre a mãe há muito perdida de Esmeralda e o homem cujas atrocidades mudaram a vida de Diego para sempre. Sua resolução ameaça abalar o Império Espanhol.
Nesta história, Don Diego é sexualmente ativo. Grande parte do show destaca as duas irmãs que ele supostamente engravida fora do casamento. Uma dessas mulheres é Esmeralda, que acaba presa, passando fome e torturada. O outro, Mariángel, planeja roubar a fortuna dos de la Vega

Da cópia promocional da Telemundo:
"No fundo, Zorro não é diferente de outros homens em sua necessidade de amar e ser amado, seu desejo de se apaixonar e formar uma família e sua ambição de encontrar a mulher ideal. Ele os obterá?"

As sequências de abertura mostram uma cena de Diego olhando para sua máscara. "Tú y yo estamos apaixonados de la misma mujer", diz ele. O epigrama se traduz em: "Você e eu estamos apaixonados pela mesma mulher".

## Elenco
- Christian Meier - Diego de la Vega e o Zorro
- Marlene Favela - Esmeralda Sánchez de Moncada
- Andrea López - Mariángel Sánchez de Moncada
- Arturo Peniche - Governador Fernando Sánchez de Moncada
- Lully Bosa - Almudena Sánchez de Moncada
- Anabolena Meza - Sara Kalí/ Mercedes Mayorga de Aragón
- Ricardo González - Bernardo
- Adriana Campos - Yumalay/Guadalupe/Toypurnia/Regina de la Vega
- Raúl Gutierrez - Olmos
- Osvaldo Rios - Alejandro de la Vega
- Andrea Montenegro - María Pía de la Vega
- Erick Elias - Renzo, o cigano
- Margarita Giraldo - Azucena, a cigana
- Germán Rojas - Jonás, o cigano
- Natalia Bedoya - Laisha, a cigana
- Orlando Venezuela - Miguel, o cigano
- Jorge Cao - Padre Tomas Villarte
- Natasha Klauss - Sor Suplicios
- Carmen Marina Torres - Dolores
- Harry Geithner - Comandante da Guarda Ricardo Montero
- Césa Mora - Sargento García
- Héctor Suárez Gomis - Capitão Anibal Pizarro
- Luigi Ayacardi - Tobias Del Valle e Campos, marido de Catalina e o Falso Zorro
- Teresa Gutiérrez - Carmen Santillana de la Roquette, a Marquesa
- Didier Van Der Hove - Santiago Michelena, amigo de Diego
- Marilyn Patiño - Catalina, esposa de Tobias
- Ivelin Giro - María Luísa Burgos de Castilla, Prima de Sara Kalí, a rainha da Espanha

## Exibição no Brasil
Foi exibida no Brasil pela RecordTV entre 28 de maio a 8 de outubro de 2007, em 96 capítulos, às 17h, substituindo Alta estação e sendo substituída pela reprise de Essas Mulheres.
Também foi exibida entre 2 e 20 de março de 2009, em versão compacta, às 00h e 4h da manhã, pela Rede NGT.